# Munnozia glandulosa
Munnozia glandulosa là một loài thực vật có hoa trong họ Cúc. Loài này được (Kuntze) Rusby mô tả khoa học đầu tiên năm 1927.